# Bitka za Ebro
Bitka za Ebro je bila zadnja velika republikanska ofenziva španske državljanske vojne.

## Predhodno dogajanje
Leta 1938 je bila Druga španska republika v skoraj popolnem razsulu. Baskija je padla, POUM je bila uničena v notranjih spopadih ter mnogo tujih vlad je prestopilo (v smislu podpore) na nacionalistično stran, saj niso videli upanja na republikansko zmago. 
Da bi zavrl propad, je predsednik vlade Španije Juan Negrín odobril načrt za ofenzivo, ki jo je načrtoval Vicente Rojo Lluch. Namen ofenzive je bil zmanjšati nacionalistični pristik na Valencijo in Katalonijo ter pokazati tujim vladam, da je republika še zmeraj živa.

## Bitka
Ofenziva se je začela 25. julija 1938, ko so republikanci pod poveljstvo polkovnika Modesta izvedli napade čez reko Ebro. Sprva so bili napadi uspešni, toda kmalu so nacionalisti zavrnili njihove napade, zahvaljujoč premoči vojnega letalstva. Bitka se je končala 16. novembra istega leta. 
Bitka je bila kot uprizoritev bitke prve svetovne vojne, ko sta obe strani izvajali napade na močno utrjene sovražnikove položaje. Napadi so bili zavrnjeni, brez večjega učinka.
Zaradi izgub in spremembe politične volje je bila bitka za Ebro tudi zadnje poglavje mednarodnih brigad, saj so bile po bitki poslane v zaledje in razpuščene.

## Posledica
Republikanska ofenziva je dosegla nasprotni cilj, kot je bilo načrtovano. Španska republikanska vojska je bila uničeno kot bojujoča sila, saj do konca vojne, 1. aprila 1939, ni bila več sposobna izvajati kaj drugega kot obrambne akcije in umike. 